# Heidi Bachert
Heidi Bachert (née le 3 mars 1944 à Hambourg et morte le 18 juillet 2019) est une chanteuse allemande.

## Biographie
Après l'abitur, elle est vendeuse de disques. Par ailleurs, elle chante dans le club amateur Alsterspatzen. En 1963, elle remporte un concours à Bahrenfeld. Son premier single sort en mars 1964 chez Polydor, il s'agit d'une reprise allemande de Blame It on the Bossa Nova, déjà reprise par Manuela. Elle atteint la 47e place du classement des ventes par le magazine Musikmarkt. Le deuxième single, My Boy Lollipop, est son plus grand succès. La version de Bachert avec un texte de Kurt Hertha atteint en août 1964 la 32e place selon Musikmarkt. En 1967, en fin de contrat, elle signe chez Metronome Records. Mais elle ne retrouvera pas le succès de My Boy Lollipop.

## Discographie
| Faces A/B                                                 | N° Catalogue | Sortie  |
| --------------------------------------------------------- | ------------ | ------- |
|                                                           | Polydor      |         |
| Beim Bossa-Nova küßt man nicht / Jackie ist ein Sonny-Boy | 52278        | 3/1964  |
| My Boy Lollipop / No, No                                  | 52348        | 6/1964  |
| Joey My Boy / Boy, du hast mein Herz gestohlen            | 52447        | 2/1965  |
| Das liegt alles nur an dir / Treu wie du                  | 52554        | 10/1965 |
| Der Anfang ist immer schwer / Das ist ein Fehler von mir  | 52640        | 12/1965 |
| Super-Boy / Blumen für die Liebe                          | 52738        | 12/1966 |
|                                                           | Metronome    |         |
| Fische wollen schwimmen / Ich möchte mit dir tanzen       | 965          | 4/1967  |